# هوركروكس

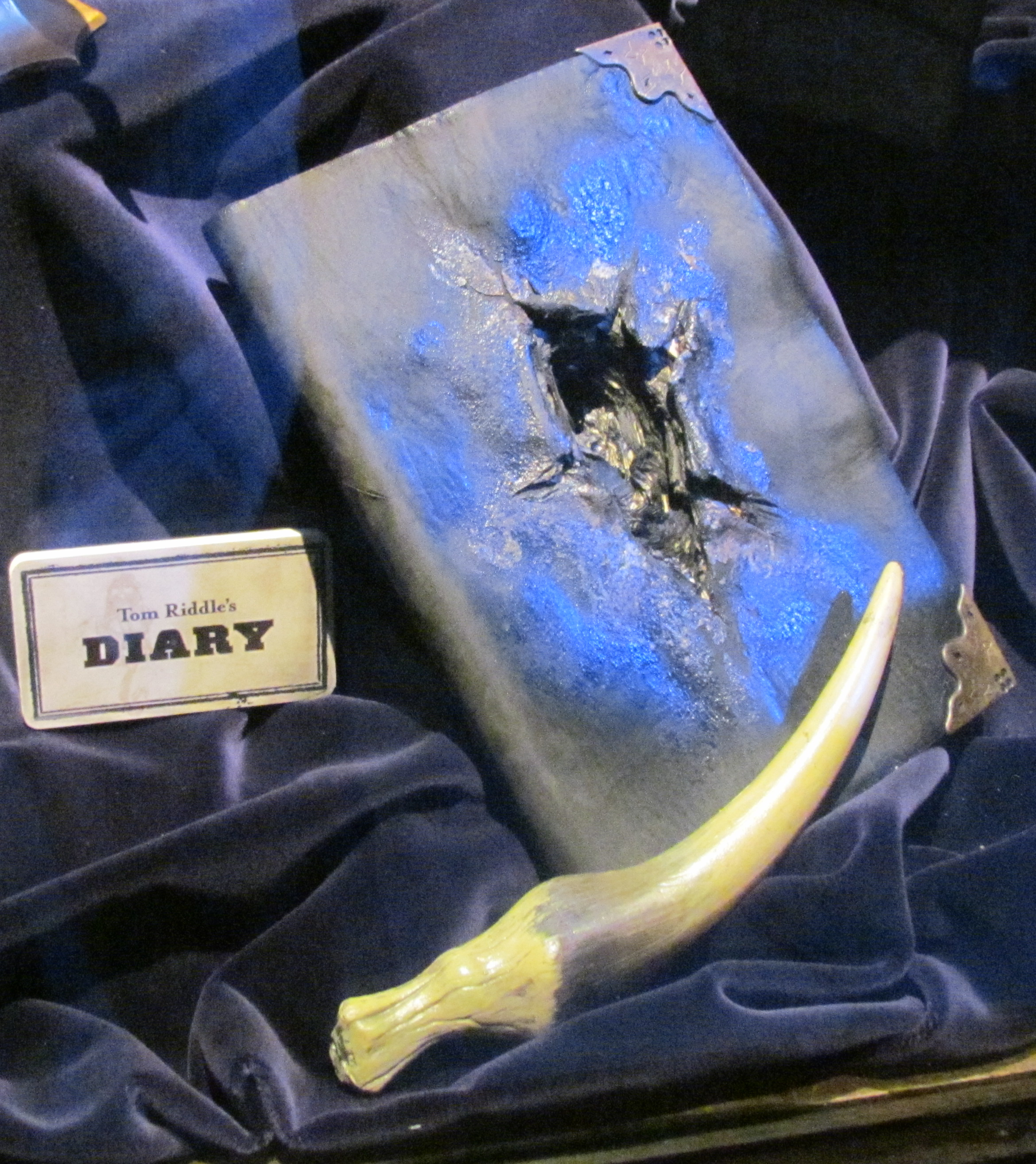

الهوركروكس (بالإنجليزية: Horcrux)‏ هي أداة سحرية للاحتفاظ بجزء من روح الساحر داخلها، ظهرت لأول مرة في سلسلة هاري بوتر للكاتبة البريطانية ج. ك. رولنغ، ظهرت في الكتاب السادس هاري بوتر والأمير الهجين.

## وصف
الهوركروكس هو أداة سحرية تُنشأ باستخدام السحر الأسود من قبل سحرة أشرار يرغبون في تجنب الموت. وليفعلوا ذلك فإنهم يحتفظون بجزء من روحهم داخل أداة – الهوركروكس- تكون غالباً مخفية في موقع آمن، ونتيجة لهذه الحماية يصبحون محصنين ضد الموت خلال وجود الهوركروكس.
الآلية الكاملة لعمل هذه الهوركروكسات لم تُشرح تماماً في الرواية.
دمار جسد الصانع لا يسبب له الموت، لكنه يترك الصانع في حالة نصف حياة.
«أدنى من أوضع شبح».
بقي لورد فولدمورت في هذه الحالة عندما حاول استخدام اللعنة القاتلة ضد هاري بوتر فارتدت عليه هو.

الهوركروكسات ليست محصنة ضد التدمير، أو التعرض للضرر، وكما يظهر من تدمير مفكرة توم ريدل، فإن دمار الأداة يؤدي إلى كسر حمايتها للروح، ويدمر هذه الروح، فيعود الصانع ثانية أحد أبناء الموت.

لورد فولدمورت هو الساحر الوحيد الذي نُص صراحة على صنعه للهروكروكسات، وهو الساحر الوحيد الذي يُعرف بأنه قد قام بصنع أكثر من هوركروكس واحد.

## كيفية الإنشاء
إنشاء الهوركروكس فعل آثم وعنيف، فروح المُنشئ ينبغي أن تُمزق إلى جزئين على الأقل أحدهما أكبر من الآخر ليُخبأ في أداة. ولتحقيق ذلك ينبغي أن يرتكب الساحر جريمة «تمزق الروح أجزاء»، بعدها يتلو تعويذة ليضمن جزءا من روحه في الهوركروكس المنتوى.

هذا السحر هو أكثر أنواع السحر الأسود شراً وخروجاً عن الطبيعة، كما يخبر الأستاذ هوراس سلوغهورن الشاب توم ريدل «يُفترض أن تبقى الروح متصلة، وواحدة.. تمزيقها عمل ضد الطبيعة.» ومن البديهي أو المتعارف عليه أن فولدمورت يصبح أقل إنسانية مع كل هوركروكس جديد ينشئه.

ليس هناك حدٌ ظاهرٌ أو متعارف عليه لطبيعة الأشياء التي يمكن أن تُحول إلى هوركروكسات. سيختار منشئها –على الأرجح – أدوات قوية، محمية جيداً، وتصمد في وجه الزمن، لأن دمارها سيمحو الحماية من الموت عنه.
اختار لورد فولدمورت –على الأرجح – أشياء ذات قيمة مؤثرة عاطفياً أو تاريخياً.

## الإلهامالميثولوجي
المصطلح «هوركروكس» Horcrux هو اختراع لـ ج. ك. رولنغ، بالرغم من كونه مشابهاً لكلمات أخرى تحمل في طياتها اقتراحات بالرعب، الألم، والغربة. على أي حال، فإن مفهوم كلمة هوركروكس ليس أصيلاً لعالم هاري بوتر، ففكرة إخفاء روح المرء في شيء خارجي للوصول إلى الخلود ظهرت في ميثولوجيا الكثير من الثقافات التي تعود إلى آلاف السنين. فحكاية كوشيه الذي لا يموت Koschei the Deathless من الميثولوجيا الروسية هي مثال على أمور مشابهة توجد في الأساطير، مع أنه لم يستخدم حاويات متعددة، ولا احتفظ بجزء من روحه داخل جسده. 

تأتينا أمثلة أكثر من الحكايات الشعبية الهندية حيث يتفادى السحرة الأشرار الموت باعتقال أرواحهم داخل الببغاءات، ليصبحوا غير قابلين للموت حتى يدمر شخص ما الببغاء.

## الهوركروكسات في رواياتهاري بوتر
إنشاء لورد فولدمورت للهوركروكسات أمر محوري لخط القصة اللاحق، كما هي الهوركروكسات نفسها.

في هاري بوتر والأمير ذو الدم الخليط، يعتقد ألباس دمبلدور أنه من المرجح بأن فولدمورت أنشأ ستة هوركروكسات من ست من جرائمه (بينما من المرجح أن فولدمورت قتل أكثر من ست مرات، ولم يتم استخراج «تقاسيم الروح الصغيرة»)، ونتيجة لهذا فإنه أخفى جسده، فإن أي شخص يريد قتل فولدمورت ينبغي أن يحدد مواقع كل هوركروكساته ويدمرها أولاً.

يعتقد دمبلدور أن كل هوركروكسات فولدمورت هي أشياء لها بعض الأهمية أو القيمة العاطفية له. بما أنه يستطيع توليد الهوركروكس فقط روحه في سبعة مواقع منفصله. 

اختار فولدمورت تقسيم روحه إلى سبعة أجزاء لأن السبعة رقم أسطوري قوي، وبستة أقسام من الروح مخبأة في الهوركروكسات، وجزء متبق في بنية القتل، ومعرفة ظروف ومواقع أفعال فولدمورت الإجرامية يمكن أن تقدم مفاتيح للأماكن المحتملة، وصيغ هوركروكساته.

بينما قائمة الأشياء التي استخدمها لورد فولدمورت كـ هوركروكسات غير مكتملة، قدم دمبلدور اقتراحات ذكية حول الهوركروكسات الأخرى المحتملة. وفي مقابلة معها، قالت المؤلفة ج. ك. رولنغ أن بإمكان المرء تحديد مواقع الهوركروكسات المتبقية بدقة إذا قرأ الكتب بعناية.

## الهوركروكسات المعروفة
- خاتم مارفولو غاونت. وُجد مخفياً في كوخ آل غاونت.

أحداث طفولة وحياة فولدمورت تقترح أنه أخذ الخاتم حين قتل والده توم ريدل الأب، ثم ارتدى الخاتم في هوجوورتس (يظهر ذلك في ذاكرة هوراس سلوغهورن المكشوفة). ودمر دمبلدور هذا الهوركروكس قبل بداية سنة هاري بوتر السادسة في هوجوورتس.
جُرح دمبلدور بشكل خطير، وبدت يده مسودة ومحروقة، كنتيجة لـ «لعنة مروعة» تموضعت في الخاتم الهوركروكس. بقي الخاتم نفسه في مكتب المدير مع حجره الأسود «مشقوقاً في الوسط».
- مفكرة توم ريدل، في حوزة لوشيوس مالفوي سابقاً.

سرب لوشيوس المفكرة سراً إلى مرجل جيني ويزلي في مكتبة فلوريش وبلوتس، ولاحقاً فتحت جيني حجرة الأسرار بتأثير ريدل من المفكرة. دمر هاري هوركروكس المفكرة عندما أنقذ جيني، بينما كان غير مدرك لطبيعة المفكرة كـ هوركروكس في ذلك الوقت، وأدرك وجود صلة بين المفكرة وحضور توم ريدل في حجرة الأسرار، فدمرها.
أعاد هاري هوركروكس المفكرة المدمر إلى لوشيوس، والذي أعطاها في غياب ذهنه إلى قزمه المنزلي دوبي.
- قلادة سالازار سليذرين، والذي أخفاه ريدل في كهف تحت الماء (حيث أخاف مرة طفلين من ميتمه).

القلادة، مع مجموعة متنوعة تنتمي إلى مؤسسي هوجوورتس، كان سابقاً في حوزة هيزبيا سميث المتحدرة من هيلغا هافلباف.
ذهب هاري ودمبلدور للحصول على القلادة الهوركروكس المُكتشَف، لكنهما فشلا حيث أنه كان قد استبدل بواحد مزيف، مرفق بملاحظة تركها شخص مجهول الهوية بحروف ابتدائية هي R. A. B. شاككا ان صاحب هذة الحروف هو ريجولاس بلاك شقيق سيريوس بلاك الاصغر كان قد خطط لتدمير الأصلي. ومن غير المؤكد ما إذا كان الهوركروكس الأصلي قد دمر بنجاح. على أي حال، كان هناك «سلسال ثقيل لم يمكن لأي منهم فتحه»، وُجد في 12 شارع جريمولد، وإذا كان هذا هو سلسال سليذرين المفقود فإن ذلك قد يُعطي دفعة ثقة قوية لواحدة من أكثر النظريات انتشاراً حول هوية R. A. B.. في الكتاب السابع يدمره رون ويزلي بسيف جودريك جريفندور.
- كأس هيلغا هافلباف، كان ملكا لهيبزيباه سميث، سرقه فولدمورت وقتل الفتاة وحوله إلى هوركروكس، ثم اعطاه إلى بيلاتريكس ليسترانج التي اخفته في بنك جرينجوتس، في الكتاب السابع يقتحم هاري بوتر مع رون وهيرمايني البنك ويدمرونه.
- تاج روينا رافنكلو، خبأته السيدة الرمادية شبح منزل رافنكلو في شجرة مقدسة في الغابة المحرمة، بعد سنوات خدع توم ريدل السيدة الرمادية لتخبره بمكان التاج، أخذ توم التاج إلى ألبانيا حيث حوله إلى هوركروكس، وعندما عاد إلى هوجوورتس سائلًا دمبلدور عن عمل أخفى التاج في الغرفة التي لم يعتقد أن أحدًا سيجدها وهي غرفة الإحتياجات، في الكتاب السابع يدمر فينسنت كراب التاج عن غير قصد عندما احرق غرفة الإحتياجات بغية قتل هاري وأصدقائه.
- هاري بوتر، عندما كان هاري بوتر طفلًا اقتحم فولدمورت مخبأه هو وعائلته وقتل والديه ثم صوب اللعنة المميتة إلى هاري بوتر، حتى الكتاب السابع اعتقد الجميع ان النتيجة كانت سقوط فولدمورت وظهور ندبة تشبه البرق على جبين هاري بوتر، ولكن في الحقيقة أن فولدمورت قد حول هاري إلى هوركروكس أيضا، عندما عرف هاري بذلك قرر مواجهة فولدمورت أثناء معركة هوجوورتس وعندما صوب فولدمورت اللعنة المميتة إلى هاري لم تقتل هاري ولكنها قتلت الهوركروكس داخله.
- ناجيني، أفعى فولدمورت، حولها إلى هوركروكس بعد قتل بيرثا جوركنز ولم يكن يعرف أن هاري نفسه هو هوركروكس ولذلك ظن أن ناجيني ستكون هوركروكسه الأخير، أثناء معركة هوجوورتس يقتل نفيل لونجبوتوم ناجيني مدمًرا الهوركروكس الأخير (باستثناء فولدمورت).
- فولدمورت، طبعًا بقي جزء من روح فولدمورت داخله وتدمر هو وفولدمورت في معركة هوجوورتس عندما صوب فولدمورت اللعنة المميتة إلى هاري للمرة الثانية دون أن يعلم أن هاري هو السيد الحقيقي لعصى شجرة الألدر (العصى الأقوى في الوجود وعندما تستعمل عن طريق سيدها الحقيقي لا يمكن أن يموت في منازلة بالعصي) وبذلك ارتدت عن هاري وقتلت فولدمورت بدلاً عنه.